# プリティーリズム
『プリティーリズム』（Pretty Rhythm）は、タカラトミーとシンソフィアが共同開発した日本のアーケードゲーム。また、ゲームを基にしたメディアミックス作品群。
略称は、公式では主に「プリズム」が用いられる。また、後継作品である『プリパラ』『キラッとプリ☆チャン』『ワッチャプリマジ!』『ひみつのアイプリ』を含め、総称して『プリティーシリーズ』と呼称する。

## 概要
『プリティーリズム・ミニスカート』（Pretty Rhythm: Mini Skirt）は、2010年7月15日の「シーズン1 夏コレクション」より稼動開始。テレビアニメの放映開始に合わせて2011年4月に稼動を開始したシーズン4より『プリティーリズム・オーロラドリーム』（Pretty Rhythm: Aurora Dream）にリニューアルされた。ジャンル上はトレーディングカードアーケードゲームに分類されるが、本作ではカードに代わりプラスチック製のジュエリーを模したハート型のアイテム・プリズムストーンを使用するのが特徴となっている。2012年4月のシーズン9より、テレビアニメ第2期の放映開始に合わせて『プリティーリズム・ディアマイフューチャー』（Pretty Rhythm: Dear My Future）へ全面リニューアルされると共に、筐体や関連商品の販売・サポートがタカラトミーから子会社のタカラトミーアーツへ全面的に移管された。
稼働開始時から秋元康との協力によりAKB48研究生発のアイドルユニット・ミニスカートとのコラボレーションが行われ、シーズン2からシーズン6まではミニスカートのメンバー3人がCGキャラクターとなって登場していた。アイドルユニット・ミニスカートとは別に、タカラトミー女性社員で構成された総勢22名のプロモーションユニット「プリティーリズム隊」も結成。プロモーションとして各店舗で広報活動を行っている。
後述の通り、シーズン1の稼働開始時より漫画化・アニメ化・ファッションブランド立ち上げなど広範なメディアミックスが行われている。この内、ミニスカート（シーズン1 - 3）の文具はタカラトミーの競合事業者であるバンダイナムコグループに属するサンスター文具（セイカブランド）より発売されていたが、ディアマイフューチャーではショウワノートに取り扱いが移っていた。

### 稼働終了後の状況
日本国内でのアーケードゲーム筐体の稼働は2014年5月から6月にかけて原則終了し、以降は後継タイトルの『プリパラ』へ代替わりしているが、全国のPrism Stone各店舗では継続して筐体が設置されていた。
『プリパラ』では稼働開始から1年ほど『プリティーリズム』用のプリズムストーンを同タイトル用のプリチケに変換する「交換所」サービスを実施していたが、この交換サービスは2015年7月のバージョンアップを最後に終了した。
最終的にはPrism Stoneの東京駅店のみの稼働となっていたが、2024年4月3日をもって稼働を終了する事となり、これを以てアーケードゲームは完全に終息した。
一方でメディアミックスは断続的に続いており、2015年3月から2017年1月までiOS/Android対応のゲームアプリ『プリティーリズムシェイク』が配信されていた。また、2016年1月には『レインボーライブ』からのスピンオフとなるアニメーション映画『KING OF PRISM by PrettyRhythm』の上映が開始され、同作品を端緒として『KING OF PRISM』シリーズが展開されている。
2017年12月10日に開催された「アイドルタイムプリパラ Winter Live 2017」では『プリパラ』『アイドルタイムプリパラ』とクロスオーバー形式の新プロジェクト「プリティーオールフレンズ」が2018年に始動することが発表された。

## バージョン
| バージョン                     | ナンバリング                   | サブタイトル                            | 稼動開始日     | ストーン数 |
| ------------------------------ | ------------------------------ | --------------------------------------- | -------------- | ---------- |
| ミニスカート                   | シーズン1                      | 夏コレクション                          | 2010年07月15日 | 全84種     |
| ミニスカート                   | シーズン2                      | 秋コレクション                          | 2010年10月14日 | 全92種     |
| ミニスカート                   | シーズン3                      | コレクション シーズン3                  | 2011年01月20日 | 全92種     |
| オーロラドリーム               | シーズン4                      | オーロラドリームデビュー編              | 2011年04月28日 | 全70種     |
| オーロラドリーム               | シーズン5                      | プリズムバトポン編                      | 2011年07月21日 | 全50種     |
| オーロラドリーム               | シーズン6                      | アイドルデビュー編                      | 2011年09月29日 | 全50種     |
| オーロラドリーム               | シーズン7                      | プリティーリメイク編                    | 2011年12月15日 | 全50種     |
| オーロラドリーム               | シーズン8                      | プリズムクイーン編                      | 2012年02月09日 | 全61種     |
| ディアマイフューチャー         | シーズン9                      | Prizmmy☆デビュー編                      | 2012年04月26日 | 全50種     |
| ディアマイフューチャー         | シーズン10                     | PURETTYデビュー編                       | 2012年07月19日 | 全50種     |
| ディアマイフューチャー         | シーズン11                     | チームシャッフル編                      | 2012年09月27日 | 全60種     |
| ディアマイフューチャー         | シーズン12                     | シンフォニア編                          | 2012年12月06日 | 全82種     |
| ディアマイフューチャー         | シーズン13                     | 選抜！総選挙編                          | 2013年02月14日 | 全60種     |
| レインボーライブ               | セッション01                   | レインボーライブデビュー編              | 2013年04月18日 | 全60種     |
| レインボーライブ               | セッション02                   | オールレア！と・き・め・きDays編        | 2013年07月11日 | 全60種     |
| レインボーライブデュオ         | セッション03                   | キャラストーン！ハートビート編          | 2013年10月03日 | 全75種     |
| レインボーライブデュオ         | セッション04                   | サプライズ！ウィンターホワイト編        | 2013年12月12日 | 全65種     |
| レインボーライブデュオ         | セッション05                   | 7色ハートで！オーバー・ザ・レインボー編 | 2014年02月20日 | 全65種     |
| オールスターレジェンドコーデ編 | オールスターレジェンドコーデ編 | オールスターレジェンドコーデ編          | 2014年04月17日 | 全84種     |

### プリティーリズム・ミニスカート
シーズン1 - 3のゲーム開始時点ではプレイヤーキャラクターはりずむ1人しか選べなかったが、別売のプリズムメモリーパスでプレイ履歴を保存している場合はランクアップに伴いかのんとセレナがスペシャルストーリーで登場し、選択可能になる。
シーズン2「秋コレクション」では、プレイヤーに「ミニスカート」キャラクター（みゆみゆ、はるぅ、なんちゃん）が登場する「プリティーリズム・ミニスカートであそぶ」モードが選択可能になり、プリズムストーンのブランドに「ミニスカート」が追加された。「ミニスカートであそぶ」モードは通常のゲームとルールや操作方法は同じだが、ステージは「こんやデビュー! "ミニスカート"」、曲は「ミニスカートのようせい」で固定されている。シーズン2稼働中の2010年12月17日に新ステージ「パウダースノーパーク」が追加された。

### プリティーリズム・オーロラドリーム
シーズン4ではテレビアニメの放映開始に合わせた大幅なリニューアルが実施され、りずむの声優が伊藤かな恵からアニメに合わせて原紗友里に変更されると共に、アニメの主人公・あいらがゲーム開始時点より選べるプレイヤーキャラクターに、横浜のランドマークプラザに開店した同名の店舗をモデルとする「プリズムストーンショップ」が新ステージにそれぞれ追加された。リニューアルに伴い副題が「ミニスカート」から「オーロラドリーム」に変更されたが「ミニスカートであそぶ」モードは、前シーズンに引き続いて搭載されていた。
ゲームシステムでは「Duoモード」が新たに追加され、2人同時プレイが可能になった。また、ゲーム終了後に他のプレイヤーのコーディネートが表示され、3種類の中で一番気に入ったコーディネートのプレイヤーに「ファンレター」を送る「おしゃれ投票システム」が追加された。プレイヤーがプリズムメモリーパスを持っている場合はファンレターをもらうとポイントが加算され、通常のランクとは別の「おしゃれランク」がアップして行く。シーズン4稼働中の2011年7月16日に新ステージ「サンセットビーチ」が追加された。
シーズン5ではシーズン2 - 4の「ミニスカート」に代わり、新たに「サプライズ」がプリズムストーンのブランドに追加されている。また、プリズムストーン裏面「オススメコーデ」のモデルがシーズン4までのりずむからあいらに変更された。なおシーズン8のRONIブランドはりずむ、MARsブランドはりずむ・あいら・みおんがそれぞれの衣装のモデルを努めている。
シーズン4までは「©TOMY / SynSophia」と記されていたプリズムストーンの著作権表記もシーズン5以降は「©T / S / TX / PRA」に変更された。
シーズン7では大幅なバージョンの更新が実施され、ミニスカートモードが廃止されると共にゲーム開始時点より選べるプレイヤーキャラクターとしてみおんが追加された。また、ダンスゲームの譜面が調整・変更されると共に新たなアクションとして「サプライズジャンプ」、新たなランクとして「メダル」がそれぞれ追加されている。

### プリティーリズム・ディアマイフューチャー
2012年4月26日稼働開始のシーズン9よりテレビアニメ第2期の放映開始に合わせた大幅なリニューアルが実施され、追加キャラクターとしてPrizmmy☆のみあ・かりん・あやみが登場した。また5月にはれいな、6月には「MARs＆プリズムスターであそぶ」にかなめがそれぞれ中途追加された。新ステージとして「プリズムフューチャーアリーナ」が追加された。システム面では新アクション「プリズムアクト」が導入されると共に、シーズン4以降の「ファンレター」機能の名称が「ファンコール」に変更され、プリズムショー前にあった4コマ漫画風のストーリーパートが廃止された。
プリズムストーン裏面「オススメコーデ」のモデルはシーズン9まであいらで、シーズン10からみあに変更された。他に、普段そのアイテムを着用しているキャラクターがモデルを務めることがあり、シーズン9のスターブランドのうちそれぞれの衣装をりずむ・あいら・みおん、クールブランドをめが姉ぇ、シーズン10のスターブランドの一部とクールブランドをヘイン、スターブランドの一部をれいな、ラブリーブランドの一部をあいらが務めている。
シーズン9以降プリズムストーンの著作権表記が「©T2A / S / TX / PRD」に変更された。
シーズン9稼働中の2012年6月15日よりモバイルクラブ会員がQRコードを読み取った際にコーデが自動登録される「ウェブファッションショー」がプレオープンした。
7月19日稼働開始のシーズン10より、シーズン9のPrizmmy☆に続いてPURETTYのヘインとシユンが登場。8月11日からはソミン・チェギョン・ジェウンが追加された。また、シーズン10より新たにゲーム内で特定条件を満たすと「ギフト」が追加されて行く「プリズムコレクションページ」機能と、スマートポッドタッチとの連動機能が搭載された。

### プリティーリズム・レインボーライブ
テレビアニメ第3期の放映開始に合わせ、2013年4月18日リニューアルを実施。ナンバリングがセッション01からリセットされ、プレイヤーキャラクターとしてなる・あん、6月6日よりいとが追加、セッション02からはべる・おとは・わかなの順で毎月1人ずつ追加された。また期間限定でりんね・ジュネでもプレイできる。キャラクター選択画面はそれぞれ「レインボーライブスターズであそぶ」・「ディアマイフューチャースターズであそぶ」・「オーロラドリームスターズであそぶ」として再編成された。新ステージとして「プリズムLIVEスタジアム」が追加。ゲーム難易度に一部変更があり「すごくむずかしい」モードが廃止され「ノリノリ」モードと同じくおてほんのない「かんたんノリノリ」モードが追加された。セッション03での変更については後述する。
プリズムストーン・ゲーム画面・システム面で大きな変更があった。
プリズムストーン
ストーンのデザインとレアストーンに印刷される模様に変更があった。セッション01からは、全てのストーンがシーズン11に追加された「ピュアストーン」と同じデザインになった。シール面にレアリティを示すアイコンが追加され、「N（ノーマル）」・「R（レア）」・「SR（スーパーレア）」・「PR（プリティーレア）」の順にレアリティが高くなる。
ゲーム画面
背景やボタンなどのデザインがリニューアルされた。キャラクター選択画面ではこれまで画面左側にキャラクター名・右側にキャラクターがアニメーションで表示されていたものが静止画の一覧に変更された。
コーデ作成画面に「コーデ判定アイコン」が追加され、ボーナスやサプライズジャンプの回数などが分かりやすくなった。プリズムジャンプがランダムになったことによりコーデ作成画面で表示されていた「ジャンププログラム」は表示されなくなった。
プリズムジャンプ
セットしたストーン（ブランド）の組み合わせによってプログラムが決まっていたジャンプはブランド別に再構成され1回目がシューズ、2回目がボトムス、3回目がトップスのブランドによってどのジャンプになるかランダムになった。得点は何回目のジャンプかによって固定されている。
これまでは進化すると飛べなくなっていた進化前のジャンプも再構成されたことにより飛べるようになった。
4回目のジャンプは新たに導入された「セブンスジャンプ」となる。種類は後述する「ペアとも」で決まり、「ペアとも」が進化すると得点が上がる。レベル7のペアともを複数育てている場合、セットしたストーンのアクセサリーのブランドに対応したセブンスジャンプとなる。
プリズムライブ
「プリズムアクト」が廃止され、同条件で遊べる新たなアクション「プリズムライブ」が導入された。ジャンプと同じように、翼の形をした赤と青の「フェザー」の動きに合わせて対応するボタンを押しジャンプのみを繰り返し再演する「アンコール」に似たアクション。最高8連続ジャンプに挑戦できる。セッション03での変更については後述する。
プリズムライブツアー
期間限定で開催される筺体イベントで、キャラクターとの対戦を模したプレイができる。対戦するキャラクター・ステージ（BGM）・目標点数が決められており、全4ステージをクリアすることで楽曲が先行解放され、デジタルアイテムの「プリズムフェザー」がプレゼントされる。
ペアとも育成
得点を貯めることでペアともを育成できるシステム。新セッション稼働時にどのペアともを育成するか選択できる。リズムゲームの4回目のジャンプで選んだペアともに対応する「セブンスジャンプ」を飛ぶことができ、ペアともが一定のレベルまで成長するとジャンプが進化して得点が上がる。

#### プリティーリズム・レインボーライブデュオ
2013年10月3日稼働開始のセッション03からタイトルが「プリティーリズム・レインボーライブデュオ」に改められDuoモードにもプリズムライブが導入されるなど大幅な変更があった。ソロモードと同じくプリズムジャンプの再編成があり、1回目は青ボタン側・2回目は赤ボタン側のコーディネートにセットされたトップスのブランド、3回目はプリズムメモリーパスのランク、4回目は青ボタン側が選択したキャラクターのブランド属性によって決まる。ペアとも育成の新要素「ペアともフレンドポイント」はDuoモードでしか貯められない。ペアともフレンドポイントを貯めることでセブンスジャンプがさらに進化する。また、DuoモードでもQRコードが表示されるようになりウェブ・ファッションショーに対応した。
ソロモード・Duoモード共にリズムゲームにも大きな変更があり2回目と4回目のダンスパートはこれまで時計のような形をしていた譜面から針がなくなり周囲をハート型のカーソルが回る形式に変更、1回目と3回目のダンスパートは新たに追加されたラインタイプの譜面で左右から流れてくる赤と青のハートが中心で重なった際にボタンを押す。ゲーム難易度から「おてほんなしでれんしゅう」モードとセッション01で追加された「かんたんノリノリ」モードが廃止され、「すごくむずかしい」モードが復活した。プリズムライブの上限が10連続となり、連続ジャンプの成功・失敗に関わらず最後に「レインボーフィニッシュ」が飛べるようになった。

### オールスターレジェンドコーデ編
2014年4月17日稼働開始の最終バージョン。セッション05まで行われたナンバリングは実施されていない（通算19期）。ゲームシステムは「プリティーリズム・レインボーライブデュオ」から大きな変更はないが、プリズムストーンのコーデに前期まで存在していなかった「フルコーデ」が追加された。
本バージョンで全国稼働していたアーケードゲームシリーズは終息。後継作である「プリパラ」が2014年7月10日稼働開始することで引き継がれた。

## 遊び方
1プレイは100円で、コインを投入するとプリズムストーンが1個出て来る。シーズン4から追加されたDuoモード（2人プレイ）は200円で、プリズムストーンは2個出て来る。Duoモードでのプリズムショーは1人が赤のボタン、もう1人が青のボタンでプレイする。コインを投入してゲームを開始した後、ソロモード（1人プレイ）・Duoモード（2人同時プレイ、シーズン4以降）、プリズムメモリーパス使用の有無を選択した後にプリズムストーンを受け取り、キャラクター・ステージ・難易度を選択する。
メニュー画面の操作は左右にある赤と青のボタンと、中央にあるプリズムストーンのスキャンテーブルも兼ねたターンテーブルで行う。プリズムショーでは赤と青のボタンのみ使用する。また、タイトル画面でコインを投入せずに青ボタンを押すと、通常のプレイ時にはプリズムショーの後で表示される『プリティーマガジン』で他のプレイヤーのコーディネートを無料で観賞することが出来る。制限時間内に気に入ったページでボタンを押すと通常のプレイ時と同様に自分の気に入ったコーディネートにファンコールを送ることが可能で、プリズムメモリーパス使用時にはファンコール送信ボーナスポイントが付与される。
シーズン10より追加されたプリズムコレクションページでは指定のキャラクターやコーデ、かんぺきジャンプの成功回数などの特定条件を満たすと「ギフト」が追加されて行き、ギフトの追加ごとに充填されるパフュームボトルが満杯になるたびにプリズムアクトが変化した。新しいページが毎月2ページずつ追加されていたがセッション01から新規追加がなくなり、プリズムアクトに関する項目が削除された。

### プリズムストーン
ハート型の宝石アイテム。スキャン面にはプリズムストーンの番号・アイテム名・アイテム画像・カテゴリーマーク・レアリティと、同一シーズンの同一ブランドなどで揃えた「オススメコーデ」が印刷されている。模様が入ったレアストーンは番号の末尾に★マークが記載されている。シーズン5 - シーズン8の番号にRの付いたレアストーンは、過去シーズンのアイテムを復刻したもの。ノーマルストーンとレアストーンで全く同じアイテムも存在する。
ゲーム開始時に「りゅうこうアイテム」としてアイテムのカテゴリーが2種類表示され、指定されたアイテムを使用するとコーディネートポイントが加算される。「りゅうこうアイテム」は週替わりで、表示されるアイテムは筺体ごとに異なる。シーズン13までは「りゅうこうアイテム」にアイテムブランドが含まれていた。

#### ブランド
基本ブランド
スター
色はクリア。注目度のあるアイドルスタイル。
ラブリー
色はピンク。女の子らしく可愛らしいスタイル。
ポップ
色は水色。ポップなボーイッシュスタイル。
フェミニン
色は黄色。フェミニンで上品なお姉さんスタイル。
エスニック
色はみどり。個性的なエキゾチックファッション。
クール
色はむらさき。クールな大人めスタイル。
セクシー
色は濃いピンク。セクシーで小悪魔スタイル。
特殊ブランド
全てレアストーンとなっている。
ミニスカート（シーズン2 - 4）
色はクリア。スターに分類される。シーズン2は白、シーズン3はピンク、シーズン4は水色で「MiNi SKiRT」のロゴパターンが入っており、キャンペーン限定のスペシャルストーンはオーロラ色で写真入りのブロマイドストーン。
チェック柄のステージコスチューム。各メンバー固有のトップス・ボトムスと3人共通のシューズ・アレンジを揃えるとミニスカートモード固有のプリズムジャンプ「ネクストスター」が発動した。
サプライズ（シーズン5 - ）
色は黒とピンクの縞模様で「Prism Stone」のロゴパターンが入っている（シーズン5 - シーズン13）。セッション01からはピンクのマーブル模様に「Surprise!」のロゴパターンが入ったものになった。
浴衣（シーズン5）や着物（シーズン7）などの和服や、アニメに登場する中学校の制服（シーズン6）、エプロンドレス（同）、復刻版のピュアホワイト・コーデ（シーズン7）などが含まれる。シーズン12の4種はオーロラドリームストーンと同じオールインワン仕様となっている。
MARs（シーズン8）
色はクリアでプリズムストーン表面にあいら・りずむ・みおんそれぞれのイラストがプリントされたアートストーン。スターに分類される。
ピュアストーン（シーズン11 - シーズン13）
色は分類されるブランドに対応し、角度によってストーン表面の光り方が変わるプリズム仕様。また通常のプリズムストーンのようなカットではなく表面は丸みを帯びておりレリーフが刻まれている。セッション01からはノーマルストーンも全てこのデザインになった。
レアストーンによる加点からさらに30ポイントが加算される。
セブンスコーデ（セッション01 - ）
色は分類されるブランドに対応し、バラの模様が入っている。
キャラストーン（セッション03 - ）
ストーン自体の色はクリア。それぞれのブランドに応じた色でキャラクターのイラストが印刷されている。
コラボブランド
RONI（シーズン8 - ）
黒地に「RONI」のロゴパターンが入っており、ラブリーに分類される。シーズン9のみポップに分類されている。
ファッションブランド「RONI」のデザイナーがデザインしたアイテム。シーズン9では実際に発売されている服がプリズムストーン化されている。
EARTH MAGIC（シーズン9 - ）
黒地に「EARTH MAGIC」のロゴパターンが入っている。ポップに分類される。シーズン9では実際に発売されている服がプリズムストーン化されている。
Prism Stone（シーズン9 - ）
黒地に「Prism Stone」のロゴパターンが入っている。ブランドはラブリーかポップに分類される。実際に発売されている服がプリズムストーン化されている。
Dear Crown（シーズン10 - ）
黒地に「Dear Crown」のロゴパターンとシンボルである王冠のマークが入っている。クールに分類される。
筐体から排出されないタイプ
以下は、主に形状が特殊なため筐体から排出されないタイプのストーンである。市販のストーンセットに同梱のものや、ガチャ（カプセルトイ）の景品が該当する。
オーロラドリームストーン
色は分類されるブランドに対応し、羽根の付いたデザインで宝石面に「PR」のロゴが刻まれている。なお、プリズムストーンマスコットに付属するものは通常のハート型で、マスコット下部に接着されている。1個で全身をコーディネートできるオールインワン仕様が特徴で「サプライズジャンプ」を飛ぶことができる。
シーズン6の稼働開始に合わせて2011年9月末より日本マクドナルドのハッピーセットで配布される予定であったが、諸事情で延期となり10月27日発売の「デラックスコーデストーンセット」に同梱されたものが初登場となった。
ガチャシリーズ
上部がフィギュアで台座がプリズムストーンになっており筐体にセット可能な商品。ガチャの景品で一部にレアストーンも含まれる。第一弾「ジュエリーパフュームボトル」、第二弾「ジュエリードレスボトル」、第三弾「ペアチャムキャラストーン ブランドコラボVer.」、第四弾「PrismStone×MyMelody コラボグッズコレクション」の「マイメロディキャラストーン」。
プリズムストーンメーカー
コーデ用ストーンとストーンパーツを組み立てプリズムストーンを自作できるキット。筺体から排出されるものに比べ厚みのあるデザインで、本体3種と追加用キットにストーン表面をデコレーションするためのラインストーンやデコレーションパーツが付属している。プリズムデコレーター アッキーが審査委員長を務める「プリズムストーン デコもりコンテスト」が開催されていた。
ダイヤの入ったジュエリーストーン
宝石面にマリポーサの模様が描かれダイヤモンドが4個埋め込まれた金属製のストーン。「P-シ09★ じょうねつのシンフォニアドレス」、「SV-09★ セブンスコーデりんねワンピ」、「SV-48★ セブンスコーデ ラブリードレスプラチナチャーム」がある。
チャームストーン
ストーン上部に大きなリボンがついており、宝石面に「PR」のロゴが刻まれている。初出はニンテンドー3DS用ソフト「プリティーリズム マイ☆デコレインボーウエディング」に同梱された「P-ウ16★ レインボーウエディング」。

#### カテゴリー
コーディネートアイテムのパーツ。スキャンテーブルには最大5個のプリズムストーンをセットできるが、アレンジを除いて同じカテゴリーのプリズムストーンは同時に使用することができない。
- ヘア - ヘアスタイルのみのものと、ヘアスタイルに帽子やカチューシャが付属したもの、デフォルトヘアにアイテムのみが追加される「アレンジヘア」（セッション01 - ）がある。
- トップス - セパレートタイプとワンピースタイプに分けられる。ワンピースタイプのアイテム使用時にはボトムスが使用不可となる。
- ボトムス
- シューズ - ソックス・タイツ・レギンスなどもシューズに付属するものとしてデザインされている。
- アレンジ - 手鏡のマーク。アクセサリーとメイクに分けられ、眼鏡やサングラスはメイクに分類されている。アクセサリーとメイクは同時に使用することができる。

### キャラクター
レインボーライブスターズであそぶ（セッション01 - ）
- なる（声：加藤英美里）
- あん（声：芹澤優）
- いと（声：小松未可子）[注 12]
- べる（声：戸松遥） - セッション02以降
- おとは（声：後藤沙緒里） - セッション02以降[注 13]
- わかな（声：内田真礼） - セッション02以降[注 14]
- りんね（声：佐倉綾音） - セッション01以降（期間限定）、セッション04以降（レギュラー）[注 15]
- ジュネ（声：宍戸留美） - セッション03以降（期間限定）、セッション04以降（レギュラー）[注 16]

ディアマイフューチャースターズであそぶ（シーズン9 - ）
- みあ（声：大久保瑠美）
- あやみ（声：佐倉綾音）
- れいな（声：高森奈津美）[注 17]
- かりん（声：津田美波） - プリズムメモリーパスを使用し3万カラット貯めると選択できる[16]。
- ヘイン（声：伊藤かな恵）
- ソミン（声：三宅麻理恵）[注 18]
- シユン（声：金香里）
- チェギョン（声：明坂聡美）[注 18]
- ジェウン（声：米澤円）[注 18]

オーロラドリームスターズであそぶ（シーズン1 - ）
- りずむ（声：シーズン1 - 3‥伊藤かな恵[注 2] / シーズン4 - ‥原紗友里）
- あいら（声：阿澄佳奈） - シーズン4以降
- みおん（声：片岡あづさ） - シーズン7以降
- かなめ（声：伊藤かな恵） - シーズン9以降[注 20]
- かのん（声：小松里歌） - プリズムメモリーパスを使用した次のゲームから選択できる[14]。
- セレナ（声：佐藤聡美） - プリズムメモリーパスを使用し22万5千カラット貯めると選択できる[14]。

ミニスカートであそぶ（シーズン2 - 6）
- みゆみゆ（声：竹内美宥）
- はるぅ（声：島田晴香）
- なんちゃん（声：森杏奈）

### コーディネート
手持ちのプリズムストーンをスキャンテーブルに乗せてコーデ作成を行い、お知らせを挟んでプリズムショーに挑戦する。コーディネート完了時のフレーズはシーズン3まで「プリズムチェンジ!」であったが、シーズン4より「プリティーリメイク!」に変更された。

### プリズムショー
音楽ゲームのパート。円周を移動するハート形の枠が赤・青の2つのボタンに対応した色のカーソルと重なった瞬間にボタンを押し、カーソルが曲線を描いている場合は同じ色のボタンを押し続ける。ジャンプは赤・青の2つのハートが中央で重なった瞬間に2つのボタンを同時に押すと発動するが、ジャンプの種類によってはボタン連打や同時押しの連続アクションが求められる場合がある。かんぺきジャンプかサプライズジャンプを1回以上成功させることでプリズムライブに挑戦できる。
プリズムショー終了後、ゲームとコーディネートのポイントを合計した最終得点とランキングが発表される。プリズムメモリーパスを持っている場合ポイントが加算され、さらにモバイルサイトに登録している場合は全国ランキングやモバイルクラブ大会にも参加できる。

#### ステージ
BGMはゲーム開始時点ではインストゥルメンタルだが、プリズムメモリーパスを使用して一定条件を満たすとボーカルが追加される。ボーカルが追加されたステージには、ステージ選択時に「うた」と書かれたアイコンが表示される。
バージョンの更新とは関係無くシーズン稼働の途中でも季節に合わせた新ステージが追加される場合がある。またレインボーライブで追加された「プリズムライブツアー」を勝ち抜くと次のセッションで追加されるBGMが先行解放される。
| ステージ名                     | BGM                                       | BGM追加時期                                   | 備考 |
| ------------------------------ | ----------------------------------------- | --------------------------------------------- | --- |
| スイーツカフェ                 | かたおもいマイハート                      | シーズン01                                    | |
| プラネタリウム                 | D@nce 〜まほうのグルーヴ〜                | シーズン01                                    | |
| プラネタリウム                 | Switch On My Heart                        | シーズン07                                    | |
| トロピカルビーチ               | とびっきり! ポップン☆サマー!              | シーズン01                                    | |
| ゆうぐれロックフェス           | まちきれない! アフタースクールRock!       | シーズン01                                    | |
| プリズムアリーナ               | Step! Step! Step!                         | シーズン02                                    | ステージはシーズン1から登場している。 |
| プリズムアリーナ               | Little Wing & Beautiful Pride             | セッション04                                  | ステージはシーズン1から登場している。 |
| パウダースノーパーク           | フワフワスノーであったかハート♥           | シーズン02                                    | 2010年12月17日（シーズン2）に中途追加。 |
| パウダースノーパーク           | StarLight★HeartBeat                       | セッション04                                  | プリズムライブツアーで先行解放。 |
| ショッピングモール             | Dreamin' Boys&girls                       | シーズン02                                    | |
| プリズムランド                 | ちょうちょう (PRISM MIX)                  | シーズン01                                    | ステージはシーズン2で追加された。 |
| プリズムランド                 | パンピナッ!                               | セッション03（期間限定） セッション05（常設） | 2013年10月19日から10月31日までの期間限定ステージとして登場。その後プリズムライブツアーのステージなど何度か期間限定で登場し、2014年3月1日より常設ステージとなった。 |
| プリズムストーンショップ       | You May Dream                             | シーズン04                                    | |
| プリズムストーンショップ       | 1000%キュンキュンさせてよ♥                | シーズン07                                    | |
| プリズムストーンショップ       | どしゃぶりHAPPY!                          | セッション03                                  | |
| ファッションフロア             | Original 〜私だけのキラキラファッション〜 | シーズン04                                    | 隠しステージ |
| ファッションフロア             | Free Dreamin'                             | セッション02                                  | プリズムライブツアーで先行解放。 |
| サンセットビーチ               | サマーナイトEvolution!                    | シーズン04                                    | 2011年7月16日に中途追加。 |
| サンセットビーチ               | gift                                      | セッション05                                  | プリズムライブツアーで先行解放。 |
| ほしぞらロックフェス           | めらめらハートがあつくなる                | シーズン04                                    | シーズン6までは隠しステージだったが、シーズン7からメモリーパスを使用しない場合でも選択可能になった。                                                               |
| ほしぞらロックフェス           | Shooting STAR                             | セッション01                                  | |
| Go! Go! コーリングスステージ   | Hop! Step!! Jump!!!                       | シーズン07                                    | 2012年1月19日に中途追加。 |
| ゆうぐれロックフェス           | Are You Ready?                            | シーズン09                                    | 2012年6月10日に中途追加。 |
| プリズムフューチャーアリーナ   | Dear My Future 〜未来の自分へ〜           | シーズン09                                    | |
| ディアクラウンショップ         | チェキ☆ラブ                               | シーズン10                                    | |
| ハッピートイルーム             | オトメパズル 〜恋するEVERYDAY〜           | シーズン11                                    | |
| ハッピートイルーム             | と・き・め・きDays                        | セッション03                                  | プリズムライブツアーで先行解放。 |
| プリズムLIVEスタジアム         | BOY MEETS GIRL                            | セッション01                                  | |
| プリズムLIVEスタジアム         | EZ DO DANCE                               | セッション02                                  | |
| プリズムLIVEスタジアム         | CRAZY GONNA CRAZY                         | セッション03                                  | |
| プリズムLIVEスタジアム         | バタフライ・エフェクト                    | セッション05                                  | |
| ギャラクシースター             | ※他ステージのBGMから自由選択              | 不明                                          | 隠しステージ |
| ギャラクシースター ファイナル  | ※他ステージのBGMから自由選択              | 不明                                          | 隠しステージ |
| こんやデビュー! "ミニスカート" | ミニスカートのようせい                    | シーズン02 - 06                               | 「ミニスカートであそぶ」モード専用。シーズン6で廃止された。 |

#### 難易度
- かんたん
- ふつう
- むずかしい
- すごくむずかしい[注 8]
- ノリノリ[注 8]

### ランク
プリズムスターのランクとおしゃれランクの2種類が存在し、それぞれゲームスコアとファンコールの累計に応じてランクアップする。ランクの記録には別売のプリズムメモリーパスが必須。
プリズムスターのランク
ゲームスコアによってランクアップする。全17段階で、ブロンズ・シルバー・ゴールド・プラチナ・プリズムクイーン・プリズムレインボークイーンの6段階のランクがあり、プラチナ以下の4ランクはさらにブロンズデビュー・ブロンズアイドル・ブロンズスター・トップブロンズのように4段階に細分化されている。ランクアップすると新しいプレイヤーキャラクターやプリズムジャンプ、難易度が追加される。
おしゃれランク
シーズン4より追加されたファンレター(ファンコール)機能で、他のプレイヤーから受け取ったファンコールの通数に応じたランク。「おしゃれガール」からスタートし、最上位の「プリズムファッションクイーン」まで12段階のランクが存在する。ランクアップすると新しいステージやDuoジャンプ、難易度が追加される。
メダル（シーズン7 - ）
シーズン7以降のプリズムショーで獲得した得点（ウィークデーボーナス・ファンレター送付・プリズムストーン購入ボーナスは除く）をためると入手できる8枚のメダル。12万点で最後のモモちゃんメダルが入手できる。「メダル認定会」で認定されるとメダルはなくなるが、再び得点をためればメダルを入手できる。必要なメダルの枚数は認定会により異なる。
シーズン7 - 8では「ペアチアメダル」という名称で得点が3万点に達するごとに「ネコチ・ベアチ・ラビチ・ペンギン先生」、シーズン9 - 13では「ペアチャムメダル」という名称で得点が2万4千点に達するごとに「ヤミー・レミー・リミー・ミミー・ペンギン先生」の順にメダルが表示された。

## 用語
プリズムショー
ダンスとアイススケートを融合させた架空のスポーツ。ファッション&ダンスのカリスマである「プリズムクイーン」を目指すことが目的。シーズン2 - 6に搭載されていたミニスカートモードでは「プリズムショー」でなく「デビュー」と呼ばれていた。
カラット
ゲームのポイント。プリズムショーでは、コーディネート評価とプリズムショーのポイントを合計したものが最終得点となる。
ウィークデーボーナス
プリズムメモリーパスを使用し平日にプレイすると、プリズムショーの合計得点の倍のポイントが加算される。
ファンコール送付ポイント（シーズン4 - ）
プリズムメモリーパスを使用しプリティーマガジンでファンコールを送付（投票）すると1日1回1000ポイントが加算される。ただし自分のコーディネートにしか投票しなかった場合にはポイントは加算されない。
プリズムストーン購入ボーナスカラット
プリズムメモリーパスを使用し「プリズムストーンをかう」で購入するとポイントが加算される。
来店ボーナス（シーズン10 - ）
PrismStoneショップで指定金額以上の買い物をした際にポイントが付与され（基本3000円以上で10000カラット）、その後ゲームをプレイすることでプリズムメモリーパスにポイントが書き込まれる。
プリズムジャンプ
プリズムショーにおける最大の見せ場である特殊なジャンプ。1ステージで4回、ダンスアクションの合間とラストに挿入される。シーズン13までは、コーディネートの種類やプレイヤーのランクに応じて様々な種類のジャンプが存在したが、セッション01からはランダムになった。
かんぺきジャンプ
ジャンプのタイミングを合わせることで発生し、200ポイント加算される。
サプライズジャンプ
サプライズストーン・オーロラドリームストーン・セブンスコーデストーンを1個以上使用するか、同じブランドのストーンを4個以上使用したり5つ全て違うブランドのストーンを使用したりすることでサプライズジャンプのチャンスが発生する。成功すると400ポイント加算される。
プリティーマガジン
プレイヤーのコーディネートが掲載される架空の雑誌。プリズムショー終了後、この雑誌に掲載されている他のプレイヤー（最大3名）がファンコールを送る対象となる。また、コインを投入せずに青ボタンを押した場合はターンテーブルでページをめくりながら他のプレイヤーのプレイヤーのコーディネートを観賞し、ファンコールを送ることが可能。
2011年10月27日発売の「デラックスコーデストーンセット」には特別号が同梱されている。
プリズムメモリーパス
結果を記録できるカード。略称は「メモパス」。ポイントやランク、おしゃれタイプなどが記載される。
雑誌やスタイルブックにデコレーションシールが付属する場合があるが、プリズムスタイルブック シーズン8に付属したシールは貼るとカードのデータを読み込まなくなる不具合が発生したため、該当するシールを貼らないよう（貼った場合は剥がすよう）に呼びかけられている。

## イベント
1店舗のみで開催などの小規模なキャンペーン・大会は割愛。また、アニメに関するものはプリティーリズム・オーロラドリーム#イベント・キャンペーンを参照。

### キャンペーン
プリズムストーンが1個もらえちゃう♥キャンペーン!!
2010年8月3日から22日までアスキー・メディアワークス『キャラぱふぇ』、小学館『ちゃお』、集英社『りぼん』の各雑誌に添付されている引換券で店頭交換。
特製メモリーパスプレゼントキャンペーン!!
2010年8月11日より、イトーヨーカドーでの購買特典。
プリティーリズム×ニコ☆プチKIDSコラボオーディション
プリズムストーンを使った写真オーディション。オーディション通過者は2010年9月11日『第48回アミューズメントマシンショー』に参加ができる。
ファッションデザインコンテスト
ちゃお、ぷっちぐみ、りぼん共同のコンテストファッションデザイン。最優秀作品賞は各誌でプリズムストーン化された。
冬のプリティーリズムパーティー2010 in トレッサ横浜
2010年11月14日開催のイベント。ミニスカートのミニライブの他、ファッションブランド『RONI』特製のレアストーンプレゼント。
AKB48のユニット「ミニスカート」スペシャルストーン・キャンペーン!
2011年1月20日よりイオンファンタジー各店で「ミニスカート」の写真入りスペシャルストーンが出て来るキャンペーンを実施。
『くら寿司』キャンペーン
2011年1月21日から『くら寿司』一部店舗で稼動終了したシーズン1を合計100,000個プレゼントするキャンペーンを実施。中学生以下の女子限定で1人1個プレゼントされた。レアストーンも含まれているがプレゼントされるプリズムストーンの選択はできない。
ミルフィーカードMYコーデキャンペーン!
2011年4月21日から6月20日までプリズムミルフィーカードを使ったコーデを写メで送ることで、レアストーン「ラビチTシャツ」をプレゼント。
プリティーリズムWイベント プリズムショーデビュー編
2011年4月24日より、体験会とレアストーンチャレンジを開催。
シルバーランク認定会
2011年7月31日から9月10日まで「ちゃおサマーフェスティバル」名古屋・大阪（神戸）・東京（横浜）の各会場と「キラット☆エンタメ チャレンジ・コンテスト2011」のイオンモール岡崎・イオンモールKYOTO・イオンモールりんくう泉南・イオンモール福岡ルクル（現・イオンモール福岡）・イオンレイクタウンKAZEの各会場で開催。シルバーデビュー以上のランク（ゴールド・プラチナでも可）が記録されたメモリーパスを持参し、認定を受けると「P-ぷ01★ ピンクリボンワンピ」がプレゼントされた。
ゴールドランク認定会
オータムカップ（後述）と同時開催。ゴールドデビュー以上のランク（プラチナ・プリズムクイーンでも可）が記録されたメモリーパスを持参し、認定を受けると「E03-100★ サンタクロースワンピ」と「E04-017 ロマンティックデニムジャケット」がプレゼントされた。
MARsストーンキャンペーン
2012年1月1日よりイオンファンタジー各店で開催（在庫が無くなり次第終了）。表面にMARs（あいら・りずむ・みおん）がデザインされたレアストーン4種が出て来るキャンペーンを実施。
ペンギン先生認定会
ウィンタークイーンカップと同時開催。ペンギン先生メダルを獲得した状態のメモリーパスを持参し、認定を受けると「P-ウ08★ ピュアプレミアムティアラ」がプレゼントされた。
2012年4月28日以降は「P-T16★ ペアチャムテールシュシュヘア」が賞品となっている。4月28日から5月6日に開催されたタカラトミーアーツキッズゲームフェスタおよび、5月5日のPrismStoneショップお台場店でのイベントなどで開催。
6月9日の開催では、「P-T21★ ダルメシアンタートルニット」か「P-T22★ クールチェックジャケット」がプレゼントされた。
7月28日以降は「P-シ03★ ほほえみのシンフォニアメイク」が賞品となっている。7月28日から開催されるタカラトミーアーツ キッズゲームフェスタおよび、8月12日から26日に開催されるちゃおサマーフェスティバル2012などで開催。
スペシャルレアストーン・キャンペーン
2012年5月11日よりイオンファンタジー各店で開催（在庫が無くなり次第終了）。表面にペアチャムがデザインされたレアストーン「P-T20★ フェミニンレザージャケット」と「P-T19★ ラベンダーチュニック」が出て来るキャンペーンを実施。
プリズムストーン選抜総選挙
2012年9月4日より特設サイトにて開催された。シーズン1からシーズン9の中から選抜総選挙委員会によって選ばれた132種のうち、投票によって40種が選出される。これにより選ばれたストーンがシーズン13で復刻された。
『ダイヤの入ったジュエリーストーンをゲットしよう！』キャンペーン！
2012年12月20日から1月20日までの開催。応募にはモバイルクラブへの登録と、プレイ終了後に表示されるQRコードを毎回読み取る必要がある。キャラクター「みあ」で10回プレイすることで一口応募できる。20名にダイヤの入ったジュエリーストーン「P-シ09★ じょうねつのシンフォニアドレス」がプレゼントされた。
プリティーリズムにデビューしちゃおうキャンペーン♪
2013年10月27日・28日にプリティーリズムストリートの店舗で小学生以下を対象にシーズン10のプリズムストーン(ノーマル)1個・「はじめてブック “プリティーマガジン ミニ”」・「スペシャルDVD “あなたもプリティーリズムにデビュー”」の3点セットがプレゼントされた。
プリティーリズム春キャンペーン！
2013年3月31日より全国各店でキャンペーンが行われた。
『プリティーリズム おしゃれストーンフレーム01』をプレゼント！！
2013年3月31日に「プリティーリズム おしゃれストーンフレーム01」を200枚配布。
新アニメ放映記念！2週連続企画！！『プリティーリズム おしゃれストーンフレーム01』、『プリティーリズム おしゃれストーンフレーム02』をプレゼント！！
2013年4月7日に「プリティーリズム おしゃれストーンフレーム01」、14日に「プリティーリズム おしゃれストーンフレーム02」を50枚配布。
セッション01登場記念！！プリズムメモリーパスおためしモデルを全国のお店でプレゼント！
2013年4月21日より記録回数50回の「プリズムメモリーパスおためしモデル」を配布。小学生以下限定。
マクドナルドハッピーセット「プリティーリズム」
2013年5月17日からチャームストーンがマクドナルドハッピーセットのおもちゃになった。全6種のストーンのうち「MC-01★ ボーダーコスチュームワンピ」・「MC-03★ シックスタイルワンピ」・「MC-06★ スノークッキーワンピ」は衣装化されてCMで使用され、PrismStone原宿店頭で展示された。
ダイヤの入ったジュエリーストーンをゲットしようキャンペーン・アゲイン
2013年5月17日から31日までの開催。応募にはモバイルクラブへの登録と、プレイ終了後に表示されるQRコードを毎回読み取る必要がある。マクドナルドハッピーセットのストーン6種のうちいずれかを使用し、キャラクター「なる」・「あん」・「りんね」のいずれかで5回プレイすることで一口応募できる。5名にダイヤの入ったジュエリーストーン「SV-09★ セブンスコーデりんねワンピ」がプレゼントされた。

### 店舗大会
「RONI」（ロニィ）オリジナルレアストーンチャレンジ
2010年11月17日よりイトーヨーカドー小岩店ほか一部店舗で開催。チャレンジに挑戦しゲーム得点が1500点以上で「RONI」特製レアストーンプレゼント。基準点に満たない場合も参加賞としてシーズン1のプリズムストーンがプレゼントされた。
お友だちと写真をとってレアストーン「サンタクロースワンピ」をもらっちゃおう!キャンペーン
2010年12月7日より、友達2人と取った写真を送ると、抽選で限定レアストーン「サンタクロースワンピ」がプレゼントされた。
ピュア ホワイト ウェディングカップ
2011年1月16日より全国4会場で開催の「次世代ワールドホビーフェア'11 Winter」で開催。「E02-030★ そよかぜリーフワンピ」「P-ウ★ ピュアホワイトウェディング」「E07-046★ レッドチェックワンピース」は使用禁止。優勝商品はレアストーン「P-ウ★ ピュアホワイトウェディング」。
レッドチェックワンピース レアストーン・チャレンジ
2011年3月5・6日、イオンファンタジー各店で開催。1500点以上で「P-R★ RONI Tシャツ」、3000点以上で「E07-046★ レッドチェックワンピース」をプレゼント。参加賞としてシーズン1のプリズムストーンがプレゼントされた。
ティアラカップ
2011年6月18日・19日の東京おもちゃショー2011で開幕し、以後も6月25日から7月3日までイオンファンタジー各店で開催された。7月18日・19日にも神奈川県と静岡県の一部店舗で追加開催。ソロモードで2500点以上もしくはDuoモードで5000点以上獲得で「P-ウ02★ ピュアクリスタルティアラ」がプレゼントされた。
プリティーリズム・チャレンジカップ
2011年7月9日から7月10日にトレッサ横浜で開催。プリティーガール タッキーが司会を務める。
ソロモード大会は中学生以下、Duoモード大会は中学生以下の児童と他1名が参加できる。「P-ウ★ ピュアホワイトウェディング」は使用禁止。ソロモード大会1500点〜3000点未満で「P-R★ RONI Tシャツ」、3000点以上獲得で「E07-046★ レッドチェックワンピース」か「P-R★ RONI Tシャツ」がプレゼントされた。Duoモード大会では5000点以上獲得で「E02-030★ そよかぜリーフワンピ」と「E01-001A★ ウィッチミニハットヘア」がプレゼントされた。賞品はこれ以外に通常のプリズムストーンからも選べる。
サマークイーンカップ
2011年7月31日から8月28日まで名古屋・札幌・大阪（神戸）・愛知（岡崎）・福岡・東京（横浜）・埼玉（越谷）で開催。この内、7月31日の名古屋・8月7日の神戸・8月20日 - 21日の横浜は「ちゃおサマーフェスティバル」会場内での開催。各会場のソロモード大会・Duoモード大会それぞれ上位10位以内の入賞者に「P-ウ★ ピュアホワイトウェディング」がプレゼントされた。また、1位入賞者には追加でソロモード大会はネコチ、Duoモード大会はラビチ・ベアチの特別なトロフィーぬいぐるみがプレゼントされた。「P-ウ★ ピュアホワイトウェディング」と「P-り♥ りぼんTシャツ」「P-り02★ サーカスピエロワンピ」は使用禁止。
プリティーリズム チャレンジカップ
2011年8月6日と7日に関東地方のイトーヨーカドー14店舗で開催。ソロモード2500点以上で「P-ウ02★ ピュアクリスタルティアラ」か「E02-030★ そよかぜリーフワンピ」がプレゼントされた。
オータムカップ
2011年10月29日から12月4日にかけて名古屋（イオン熱田SC（現・イオンモール熱田）・イオンナゴヤドーム前SC（現・イオンモールナゴヤドーム前））・原宿（Prism Stone2号店）・北海道（イオン札幌元町SC・イオン苫小牧SC（現・イオンモール苫小牧））・安城産業文化公園デンパーク・関西（イオン伊丹昆陽SC（現・イオンモール伊丹昆陽）・イオン茨木SC）・関東（イオン与野SC（現・イオンモール与野）・イオン横浜新吉田SC）・福岡（イオン香椎浜SC（現・イオンモール香椎浜）・イオン筑紫野店）・東北（イオン新名取店・イオン白河西郷店）で開催。ソロモード2500点以上でレアストーン6種からどれか1個、2500点未満でノーマルストーン1個がプレゼントされ、上位10名はレアストーンと交換で「P-ウ★ ピュアホワイトウェディング」がプレゼントされた。「P-ウ★ ピュアホワイトウェディング」は使用禁止、サプライズストーンは1個のみ使用可。
クリスタルハイヒールカップ
2011年11月23日よりイオンファンタジー各店で開催。参加者全員にウィンタークイーンカップ参加権の専用抽選はがきが、ソロモードで2500点以上もしくはDuoモードで5000点以上獲得で「P-ウ03★ ピュアクリスタルハイヒール」がプレゼントされた。
ウィンタークイーンカップ
2012年1月から2月に第35回次世代ワールドホビーフェア'12 Winter会場内イベントとして京セラドーム大阪、幕張メッセ、ナゴヤドーム、福岡Yahoo!JAPANドームで開催。上位入賞者に「P-ウ04★ ピュアプレミアムウェディング」がプレゼントされた。この大会の参加資格は、オータムカップ各大会の優勝者またはクリスタルハイヒールカップ参加者全員に配布される専用抽選はがきの当選者に限定される。
シンフォニアセレクション2ndステージ『プリズムサマーフェス』
2012年8月12日から8月26日にかけて「ちゃおサマーフェスティバル2012」大阪(神戸)・東京(横浜)・名古屋会場にて開催。3000点以上獲得で「P-シ05★ はばたきのシンフォニアトップス」がプレゼントされ、上位20名に「P-シ02★ めざめのシンフォニアドレス」がプレゼントされた。また、1位入賞者には追加でアクリル記念盾がプレゼントされた。「P-シ02★ めざめのシンフォニアドレス」P-シ05★ はばたきのシンフォニアトップス」「P-シ03★ ほほえみのシンフォニアメイク」「P-T16★ ペアチャムテールシュシュヘア」は使用禁止。順位発表後、上位3名によるステージ・ショー内にてエキジビジョン・プレイが行われた。

### モバイルクラブ大会
モバイルクラブ会員限定の大会。参加条件を満たした上で、プレイ終了後に表示されるQRコードを読み取るとエントリ完了となる。なおDuoモードではQRコードが表示されないため、全てソロモード大会である。入賞者に送信されるメールに賞品の発送先を記入して返信し、賞品を受けとる。
モバイルクラブ大会
第1回は2010年12月4〜10日。第2回は2010年12月22日〜2011年1月10日。第3回は2011年2月11〜23日、第4回は2011年5月14〜30日、第5回は2011年6月11〜17日。
第3回大会では集計の不具合で実際の順位とは異なるランキングを出してしまい、結果が訂正されている。
モバイルクラブ りぼんカップ
2011年7月2日から8月2日までの開催。大会開始日に発売されたりぼん8月超特大号の付録である「P-り02★ サーカスピエロワンピ」を必ず使用し、課題ステージ「プラネタリウム」でプレイすることが参加条件。「P-ウ02★ ピュアクリスタルティアラ」は使用禁止。各ランクごとの上位3名に「P-ウ★ ピュアホワイトウェディング」がプレゼントされた。
モバイルクラブ ちゃおカップ
2011年8月3日から9月2日までの開催。大会開始日に発売されたちゃお9月号の付録である「P-ち01★ エレガントローズワンピ」を必ず使用し、課題ステージ「ゆうぐれロックフェス」でプレイすることが参加条件。「P-ウ02★ ピュアクリスタルティアラ」は使用禁止。ランクとは関係無く上位10名と100位・200位・300位・400位・500位のプレイヤーに「P-ウ★ ピュアホワイトウェディング」がプレゼントされた。
モバイル大会チーム戦
2011年9月17日から25日までの開催。日本全国をラビチチーム・ベアチチーム・ネコチチームの3ブロックに分けて期間中にエントリした参加者の合計スコアが最も多いチームの中から、スコアに関係無く抽選で30名に「P-ウ★ ピュアホワイトウェディング」がプレゼントされた。
マイオンリーコーデ大会
2011年11月26日から12月9日までの開催。シーズン6のプリズムストーンのみを5個組み合わせたコーディネートを使用し、課題ステージ「サンセットビーチ」でゲームをプレイする（難易度・得点は問わない）。期間内であれば1人で何度でもエントリ可能。エントリしたコーディネートと全く同じコーディネートの参加者がいないプレイヤーの中から抽選で50名（50名未満の場合は全員）に「P-ウ★ ピュアホワイトウェディング」がプレゼントされた。
モバイルクラブ りぼんカップ2012
2012年2月9日から2月23日までの開催。りぼん3月号の付録である「P-り03★ トゥインクルシュガーワンピ」を必ず使用し、課題ステージ「Go!Go!コーリングスステージ」でプレイすることが参加条件。1位・100位・200位・300位・400位のプレイヤー（同点の場合は対象者の中から抽選で1名が入賞）に朝吹まり先生の直筆イラスト色紙とMARsコーデセットがプレゼントされた。色紙のイラストは次の通り。1位アスタリズムSD（りずむ・かのん・セレナ）、100位りずむ、200位かのん、300位セレナ、400位コーリングス（響・ワタル）。
オーロラドリームストーンカップ
2012年5月24日から6月8日までの開催。オーロラドリームストーンセット＜あいらスタイル＞＜りずむスタイル＞にそれぞれ封入されている「S-C20 バトポンピンクスタイル」か「S-C21 バトポンブルースタイル」を使用し、課題ステージ「プリズムフューチャーアリーナ」でゲームをプレイすることが参加条件。各ストーンごとの1位と10位から90位までのキリ番計20名に「P-ウ★ ピュアホワイトウェディング」がプレゼントされた。
4連続モバイルクラブ大会！
2013年2月16日から4連続でモバイルクラブ大会が開催された。指定されたステージでプレイすることが条件となる。難易度やコーディネートに決まりはない。なおスカイハイ・モモちゃんコーデコンテストのみステージ指定がなく、コーディネートが審査される。賞品は共通で「P-シ09★ じょうねつのシンフォニアドレス」・「P-シ10★ ほしぞらのシンフォニアドレス」の2点セット。
スタンドアップモモちゃん
2013年2月16日から24日までの開催。指定ステージは「Go! Go! コーリングスステージ」。ゲーム得点1位から30位、35位から5位ずつ280位まで、281位から300位までの計100名に賞品がプレゼントされた。エントリー総数は6183件だった。
ロード トゥ モモちゃん
2013年3月2日から10日までの開催。指定ステージは「プリズムフューチャーアリーナ」・「プリズムストーンショップ」のいずれか。ゲーム得点1 - 2999カラットの(1)コース・3000 - 5999カラットの(2)コース・6000 - 8999カラットの(3)コース・9000カラット以上の(4)コース各25名に賞品がプレゼントされた。エントリー総数は7451件だった。
スカイハイ・モモちゃんコーデコンテスト
2013年3月16日から24日までの開催。テーマは「ふわふわSpring」で、プリティーガール タッキーがスペシャルゲスト審査員を務める。シーズン13のコラボブランド「プリズムストーン」と「ディアクラウン」のアイテム4種のうちいずれかを使用することが参加条件。タッキー賞として10名に賞品と「P-シ01★ はじまりのシンフォニアブーツ」の3点セット、使用したアイテムにより4部門に分けられ「ビスチェプリントTシャツ賞」30名と「アシンメトリーハートTシャツ賞」・「ストライプスカート賞」・「エメラルドショーパン賞」各20名に賞品がプレゼントされた。エントリー総数は7312コーデだった。
グレイトフルモモちゃん
2013年3月30日から2013年4月10日までの開催。指定ステージは「ディアクラウンショップ」・「ハッピートイルーム」・「プラネタリウム」のいずれか。ゲーム得点1 - 5999カラットの(1)コースと、6000カラット以上の(2)コース各50名に賞品と「おしゃれストーンフレーム01」の3点セットがプレゼントされた。エントリー総数は6289件だった。
モバイルドリーミングセッション
2013年6月19日から2013年7月5日までの開催。「レインボーライブ賞」にはステージ「プリズムLIVEスタジアム」で10回プレイすることで1口応募できる。10名に「アイドルデビューセット レインボーライブモデル」がプレゼントされ、セットに封入されているプリズムメモリーパスには加藤英美里・小松未可子・芹澤優のサインが入っている。
「りんね賞」にはステージ「ほしぞらロックフェス」で1回プレイすることで1口応募できる。20名に「SV-09★ セブンスコーデりんねワンピ」がプレゼントされた。

### ウェブ・ファッションショー
エントリ方法はモバイルクラブ大会と同じだがスコアは考慮されずコーディネートが審査される。審査はウェブ・ファッションショー担当者が行う。なお「Sprouts」コーデコンテスト以降はピンクペンギンのモモ（通称・モモちゃん）が主催し、審査に加わっている。
「プリズミー☆」コーデコンテスト トライアル
2012年7月13日から16日までの開催。シーズン9およびプリティートップコーデセットに封入されている、プリズミー☆のステージ衣装（シューズ除く）8種のうちいずれかを使用することが参加条件。使用したアイテムにより4部門に分けられ「サンシャイン賞」・「シャイニースター賞」・「ナイトスター賞」・「シャイニーリボン賞」各2名に「P-ウ10★ ピュアプレミアムウェディング」がプレゼントされた。エントリー総数は1797コーデだった。
夏休みスペシャル「ピュリティ」コーデコンテスト
ヘイン＆シユンウィークは2012年8月1日から7日まで、チェギョン＆ジェウン＆ソミンウィークは2012年8月15日から21日までの開催。シーズン10およびアイドルデビューセットDCモデル・DXコーデストーンセット2・プリズムストーンメーカー専用ストーンキットvol.3に封入されているピュリティのステージ衣装（シューズを除く）9種のうちいずれかを使用することが参加条件。使用したアイテムにより5部門に分けられ「ルージュレッド賞」・「グリーンエメラルド賞」・「ネイビーブルー賞」・「サワーオレンジ賞」・「ピュアピンク賞」各2名に「P-シ01★ はじまりのシンフォニアブーツ」がプレゼントされた。ヘイン＆シユンウィークには1208コーデ、チェギョン＆ジェウン＆ソミンウィークには898コーデのエントリーがあり、エントリー総数は2106コーデとなった。
「PS&DC」コーデコンテスト
2012年9月10日から21日までの開催。シーズン10のコラボブランド「プリズムストーン」と「ディアクラウン」のアイテム6種のうちいずれかを使用することが参加条件。使用したアイテムにより6部門に分けられ「PSトップス賞」・「PSボトムス賞」・「DCボーダー賞」・「DCトップス賞」・「DCボトムス賞」・「DCアクセ賞」各2名に「P-シ01★ はじまりのシンフォニアブーツ」がプレゼントされた。エントリー総数は2385コーデだった。
「Sprouts」コーデコンテスト
2012年10月20日から28日の開催。シーズン11のSproutsの衣装5種のうちいずれかを使用することが参加条件。使用したアイテムにより5部門に分けられ「ダンスバトラージャケット賞」・「ダンスバトラーロングパンツ賞」・「ダンスバトラーシューズ賞」・「ダンシングキャットワンピ賞」・「ダンシングハピネスシューズ賞」各3名に「P-シ01★ はじまりのシンフォニアブーツ」と「P-シ03★ ほほえみのシンフォニアメイク」と「P-T16★ ペアチャムテールシュシュヘア」がセットでプレゼントされた。エントリー総数は1894コーデだった。
「P&P」コーデコンテスト
2012年11月3日から11日までの開催。シーズン11のP&Pの衣装3種のうちいずれかを使用することが参加条件。使用したアイテムにより3部門に分けられ「HIP HOP カジュアルちびT賞」・「HIP HOP ダンシングパンツ賞」・「HIP HOP パターンスニーカー賞」各4名に「P-シ01★ はじまりのシンフォニアブーツ」と「P-シ03★ ほほえみのシンフォニアメイク」と「P-T16★ ペアチャムテールシュシュヘア」がセットでプレゼントされた。エントリー総数は2209コーデだった。
「COSMOs」コーデコンテスト
2012年11月17日から25日までの開催。シーズン11のCOSMOsの衣装（シューズを除く）6種のうちいずれかを使用することが参加条件。使用したアイテムにより6部門に分けられ「ストロベリーアイドルトップス賞」・「ブルーベリーアイドルジャケット賞」・「レモネードアイドルベスト賞」・「ストロベリーアイドルパニエ賞」・「ブルーベリーアイドルミニスカ賞」・「レモネードアイドルかぼちゃパンツ賞」各3名に「P-シ01★ はじまりのシンフォニアブーツ」と「P-シ03★ ほほえみのシンフォニアメイク」と「P-T16★ ペアチャムテールシュシュヘア」がセットでプレゼントされた。エントリー総数は2470コーデだった。
おきにいりコーデコンテスト
2012年11月29日から12月7日までの開催。テーマは「とびっきりのおきにいりコーデ」で、期間中ウェブ・ファッションショーに登録されたコーディネートのうち「P-シ02★ めざめのシンフォニアドレス」を除く全てのストーンが対象となる。「お気に入りコーデ賞」50名に「P-シ02★ めざめのシンフォニアドレス」がプレゼントされた。エントリー総数は7097コーデだった。入賞人数が多いため入賞者発表に掲載するコーディネートは一部のみとなった。
「キラキラWinter」 コーデコンテスト
2013年1月24日から30日までの開催。テーマは「キラキラWinter」で、「12-016 ダブルボタンラインジャケット」・「12-027 ディアクラウンクラッシュデニム」・「12-029 シルバーエンジェルパンプス」のいずれかを使用することが条件。使用したアイテムにより3部門に分けられ「ダブルボタン ラインジャケット賞」・「ディアクラウン クラッシュデニム賞」・「シルバーエンジェルパンプス賞」各4名に「P-シ04★ かがやきのシンフォニアネックレス」・「P-シ06★ ゆうきのシンフォニアスカート」の2点セットがプレゼントされた。
プリズムスタイルブックコラボコーデコンテスト
2013年6月1日から9日までの開催。テーマは「夏コーデ」で、セッション01のトップスかボトムスを1個以上使用することが条件。審査はプリズムスタイルブック編集部担当者が行う。プリズムスタイルブック賞として10名のコーディネートがプリズムスタイルブック セッション02に掲載され、副賞として「ハッピーレイン♪コーデセット」がプレゼントされた。入賞者は11名で副賞に加え優秀賞には「プリズムライブヘッドフォンセット」、特別賞には「プチコーデセット」がプレゼントされた。また、プリズムスタイルブック セッション02紙上にてプリズムスタイルブック セッション03での同様のコンテスト開催が告知されている。

## 漫画
漫画化作品は複数存在する。最初に連載が開始されたのは朝吹まり作の漫画で、集英社『りぼん』において2010年8月号から2012年6月号まで連載された。合わせて、2011年度はアニメ第1期の放送開始に伴い『りぼん』の競合誌である小学館の『ちゃお』でも、藤実リオの作画によりアニメ版の設定をベースにした漫画連載が実施された。この2作の他、たちばな真未の作画により『ぷっちぐみ』で、かなき詩織の作画により『小学一年生』でそれぞれ、2011年度よりアニメ第1期・第2期の設定に準拠した漫画の連載が行われている。
- プリティーリズム（朝吹まり、集英社『りぼん』2010年8月号 - 2012年6月号。単行本全5巻）
- プリティーリズム・オーロラドリーム（藤実リオ、小学館『ちゃお』2011年4月号 - 2012年3月号。単行本全2巻）
- ぷっちぐみ版（たちばな真未） - オーロラドリームはぷぷぷBOOKSで一部書籍化。
  - プリティーリズム・オーロラドリーム（2011年5月号 - 2012年4月号）
  - プリティーリズム・ディアマイフューチャー（2012年5月号 - 2013年4月号）
- 小学一年生版（かなき詩織） - 未単行本化。
  - プリティーリズム・オーロラドリーム（2011年6月号 - 2012年3月号）
  - プリティーリズム・ディアマイフューチャー（2012年4月号 - 2013年3月号）

## アニメ
アニメは2011年4月よりテレビ東京系各局とBSジャパンで放送された。
テレビシリーズ
- 第1期：プリティーリズム・オーロラドリーム（2011年4月9日 - 2012年3月31日、全51話）
- 第2期：プリティーリズム・ディアマイフューチャー（2012年4月7日 - 2013年3月30日、全51話）
- 第3期：プリティーリズム・レインボーライブ（2013年4月6日 - 2014年3月29日、全51話）
- 傑作選：プリティーリズム・オールスターセレクション（2014年4月5日 - 6月28日、全11話）

劇場版
- 劇場版 プリティーリズム・オールスターセレクション プリズムショー☆ベストテン（2014年3月8日公開）

後継タイトル『プリパラ』から真中らぁらも登場している。
- 劇場版 プリパラ み〜んなあつまれ!プリズム☆ツアーズ（2015年3月7日公開）
- 劇場版 プリパラ&キラッとプリ☆チャン 〜きらきらメモリアルライブ〜（2018年5月5日公開）

以上2作品はいずれも後継タイトル『プリパラ』シリーズ（後者のみ『キラッとプリ☆チャン』も含む）の映画化作品だが『プリティーリズム』シリーズとのクロスオーバー作品でもある。

KING OF PRISMシリーズ
『レインボーライブ』のスピンオフ作品。
- KING OF PRISM by PrettyRhythm（2016年1月9日劇場公開）
- KING OF PRISM -PRIDE the HERO-（2017年6月10日劇場公開）
- KING OF PRISM -Shiny Seven Stars-（劇場編集版：2019年3月2日よりI章、3月23日よりII章、4月13日よりIII章、5月4日よりIV章劇場公開、全4章。TV版：2019年4月15日 - 7月1日、全12話）
- KING OF PRISM ALL STARS -プリズムショー☆ベストテン-（2020年1月10日劇場公開）
- KING OF PRISM -Dramatic PRISM.1-（2024年8月16日劇場公開）
- KING OF PRISM-Your Endless Call-み〜んなきらめけ!プリズム☆ツアーズ（2025年6月27日劇場公開）

## ファッションブランド
2011年からゲーム・アニメと連動したファッションブランド「Prism Stone」と同名のアパレル・キャラクターグッズ専門店を立ち上げており、2012年からは姉妹ブランド「Dear Crown」も登場している。「Prism Stone」のブランドおよび店舗は2014年以降『プリパラ』に継承されているが、店舗では引き続き『プリティーリズム』関連の商品も「プリズムオールスター」として取り扱っている。

## 関連出版物・映像ソフト
女児向け作品は多くの場合、小学館（稀に集英社を含む一ツ橋グループ）か講談社のどちらかの陣営に対して独占的にコンテンツ提供されるが、プリティーリズムでは漫画化作品こそゲームの稼働開始と同時期に集英社の『りぼん』で開始され、限定キャンペーンなどでは一ツ橋グループが優先される傾向が見られたものの独占コンテンツとしては扱われず、ゲームの情報は講談社の『おともだち』にも2011年4月号まで掲載されていた。2011年1月にアニメ第1期の製作が発表されて以降は、小学館が第1期の製作委員会に出資していた関係で同社の『ちゃお』『小学一年生』『ぷっちぐみ』でも漫画連載が開始され、一ツ橋グループの準独占コンテンツ的な傾向が強まっていたが第2期では小学館が製作委員会に出資せず、漫画連載も『ぷっちぐみ』『小学一年生』は継続するものの『ちゃお』でのタイアップは1期を以て打ち切りとなった。この他、ゲームのバージョン更新に合わせて発売される「プリズムスタイルブック」はエンターブレインから刊行されていたり、限定キャンペーンでアスキー・メディアワークスの『キャラぱふぇ』が『りぼん』『ちゃお』と併せて対象とされるなどKADOKAWAのブランド各社（旧子会社）もゲームの稼働開始時より深く関わっている。
映像・音楽ソフトはエイベックス・エンタテインメントなどエイベックスより発売されているが、ミニスカート時代のBGMを始めCD化されていない音源も多数存在する。

### プリズムスタイルブック
エンターブレイン発行・角川グループパブリッシング発売。シーズン4・9のスタイルブックは未発売。
プリティーリズム・ミニスカート プリズムスタイルブック シーズン1
2010年08月11日発売 ISBN 978-4-04-726783-1
プリティーリズム・ミニスカート プリズムスタイルブック シーズン2
2010年11月06日発売 ISBN 978-4-04-726918-7
プリティーリズム・ミニスカート プリズムスタイルブック シーズン3
2011年02月09日発売 ISBN 978-4-04-727106-7
プリティーリズム・オーロラドリーム プリズムスタイルブック シーズン5
2011年08月09日発売 ISBN 978-4-04-727493-8
プリティーリズム・オーロラドリーム プリズムスタイルブック シーズン6
2011年10月14日発売 ISBN 978-4-04-727603-1
プリティーリズム・オーロラドリーム プリズムスタイルブック シーズン7
2012年01月13日発売 ISBN 978-4-04-727806-6
プリティーリズム・オーロラドリーム プリズムスタイルブック シーズン8
2012年03月09日発売 ISBN 978-4-04-727912-4
プリティーリズム・ディアマイフューチャー プリズムスタイルブック シーズン10
2012年07月19日発売 ISBN 978-4-04-728140-0
プリティーリズム・ディアマイフューチャー プリズムスタイルブック シーズン11
2012年09月26日発売 ISBN 978-4-04-728347-3
プリティーリズム・ディアマイフューチャー プリズムスタイルブック シーズン12
2012年12月06日発売 ISBN 978-4047285965
プリティーリズム・ディアマイフューチャー プリズムスタイルブック シーズン13
2013年02月14日発売 ISBN 978-4047287402
プリティーリズム・レインボーライブ プリズムスタイルブック セッション01
2013年04月18日発売 ISBN 978-4047288966
プリティーリズム・レインボーライブ プリズムスタイルブック セッション02
2013年07月16日発売 ISBN 978-4047291065
プリティーリズム・レインボーライブ プリズムスタイルブック セッション03
2013年10月10日発売 ISBN 978-4047292260

### ぷっちぐみ増刊 プリティーリズムファン
小学館発売のぷっちぐみ増刊号。
ぷっちぐみ増刊 プリティーリズムファン 2013年 03月号
2013年02月08日発売
ぷっちぐみ増刊 プリティーリズムファン Vol.2 2013年 08月号
2013年07月02日発売
ぷっちぐみ増刊 プリティーリズムファン Vol.3 2013年 11月号
2013年02月08日発売
ぷっちぐみ増刊 プリティーリズムファン Vol.4 2014年 01月号
2013年12月07日発売
ぷっちぐみ増刊 プリティーリズムファン Vol.5 2014年 03月号
2014年02月20日発売

### その他の関連書籍
シール絵本などは除く。アニメの関連書籍はプリティーリズム・オーロラドリーム#コミックス・関連書籍を参照。
プリティーリズムだいじてん（小学館）
2010年08月10日発売 ISBN 978-4-09-751071-0
掲載情報はシーズン1時点のもの。
プリティーリズム・ミニスカート 激かわおしゃれコーディネートBOOK（永岡書店）
2010年11月12日発売 ISBN 978-4-52242-943-3
掲載情報はシーズン2時点のもの。
プリティーリズムマイ☆デコレインボーウエディング公式ガイドブック（小学館）
2013年04月30日発売 ISBN 978-4091065216

### DVD
アニメのDVDはDVD / BDを参照。
プリティーリズム・オーロラドリーム ダンス×ダンスHiTコレクション（エイベックス・エンタテインメント）
2011年12月17日発売 AVB1-49499
シーズン7のゲーム映像やバトポンダンスレッスンなどを収録。